# Roger Maes
Roger Maes (* 4. Juli 1943 in Gent; † 13. März 2021 in Gent) war ein belgischer Volleyballspieler.

## Karriere
Roger Maas versuchte sich in seiner Kindheit im Turnen, spielte Fußball und auch Basketball. Mit 14 Jahren verließ er die Schule und arbeitete fortan fünf Jahre in der Fabrik von René Vandermeersch, der Vorsitzender von Volley Oost-Vlaanderen war. Dort spielte er für die Betriebsmannschaft VC Trovato. Anschließend leistete er seinen Militärdienst in Semmersake, wo er sofort in die Militärnationalmannschaft berufen. Nach 15 Monaten beim Militär begann Maes bei der Feuerwehr in Gent zu arbeiten und spielte dort für Standard Gent. Es folgten zwei Spielzeiten beim KVBC Kortrijk und Sechs bei Rembert Torhout und Ibis Kortrijk.
Für die Belgische Nationalmannschaft absolvierte Maes über 200 Länderspiele. Er nahm an der Weltmeisterschaft 1962, 1966, 1970 und 1974 sowie an den Olympischen Sommerspielen 1968 in Mexiko-Stadt teil.
Maes war verheiratet und hatte eine Tochter. In seinen letzten Lebensjahren hatte Maes wegen Darmkrebs drei Operationen innerhalb von zwei Jahren. Im März 2021 starb der Belgier während der COVID-19-Pandemie an den Folgen einer SARS-CoV-2-Infektion.